# Marija Filippowna Limanskaja

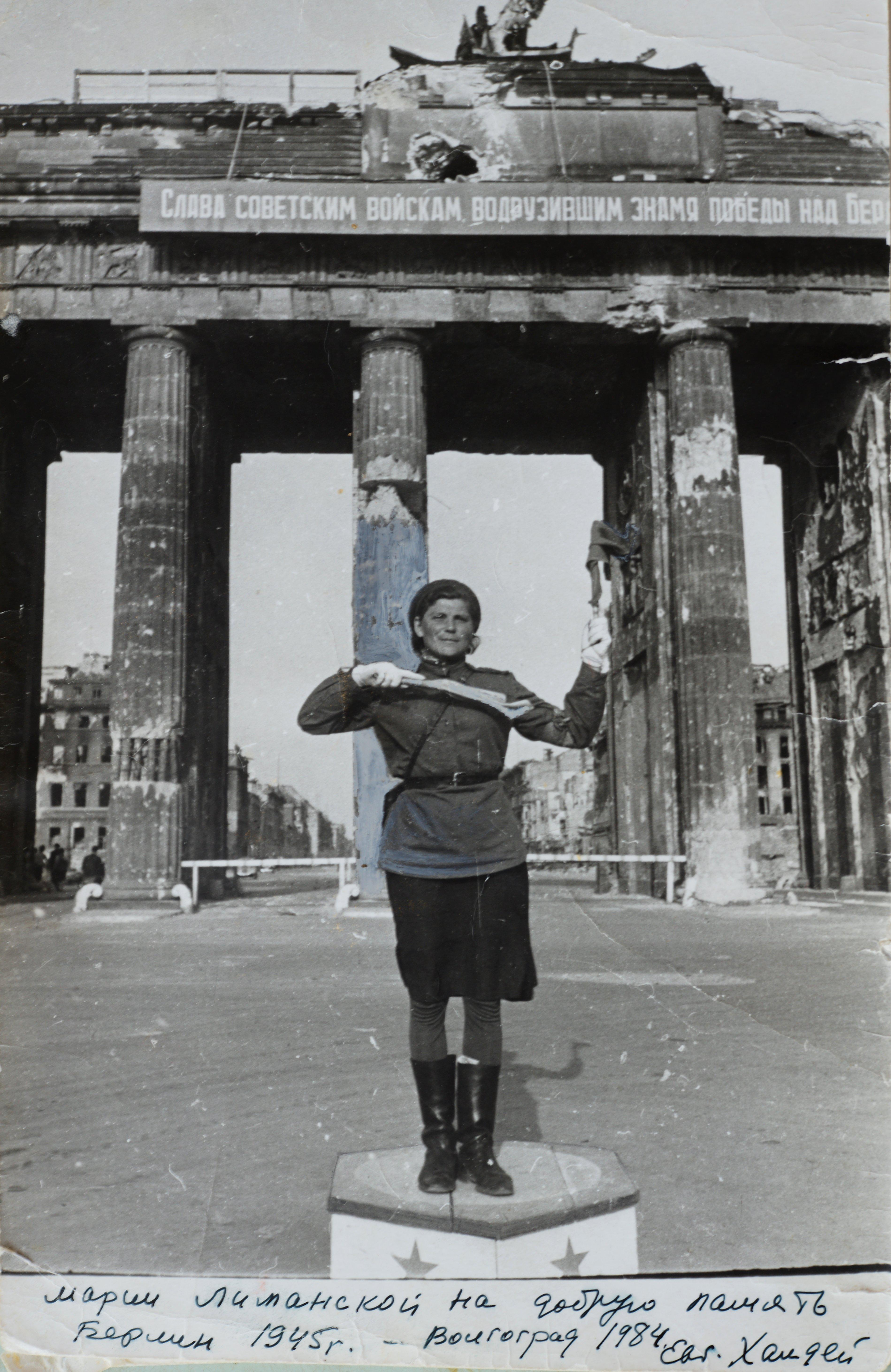
Marija Limanskaja am Brandenburger Tor (1945)

Marija „Mascha“ Filippowna Limanskaja (russisch Мария Филипповна Лиманская; * 12. April 1924 in Staraja Poltawka, ASSR der Wolgadeutschen, Sowjetunion; † 26. November 2024 in Saratow, Russland) war zur Zeit des Zweiten Weltkriegs eine Militärpolizistin der Roten Armee. Bekanntheit erlangte sie durch ein Foto, das sie als Verkehrspolizistin vor dem Brandenburger Tor zeigte und weltweit Beachtung fand.

## Werdegang
Limanskaja trat 1942 freiwillig als Militärpolizistin der Roten Armee bei. Über ihre Anfangszeit beim Militär ist nur wenig bekannt, darunter ihre Verwendung in Sewastopol und Rostow am Don. Während dieser Zeit entging sie mehrfach nur knapp dem Tod: Einmal wurde ein Haus, das sie kurz zuvor verlassen hatte, durch eine Fliegerbombe zerstört. Später wurde sie von einem schnell vorbeifahrenden LKW beinahe überfahren.
Im Mai 1945 wurde sie zur Verkehrsregelung zum Brandenburger Tor beordert. Dabei erlangte sie Bekanntheit, als sie vom sowjetischen Fotografen und Kriegsberichterstatter Jewgeni Chaldei gefilmt und fotografiert wurde. Ihre Fotos wurden in etlichen Zeitungen weltweit publiziert. 
Im Juli 1945 wurde Limanskaja als Verkehrsreguliererin bei den Potsdamer Konferenzen eingesetzt. Dabei traf sie auf Winston Churchill. Dieser fragte sie, ob die britischen Soldaten ihr und ihren Kolleginnen gegenüber die Manieren behalten hätten, worauf sie antwortete: „Sollten sie es nicht tun, werden uns unsere Soldaten verteidigen“; Churchill ging lächelnd davon.
Nach Kriegsende heiratete Limanskaja und wurde Mutter zweier Töchter, jedoch folgte relativ rasch die Trennung. Nach längerer Zeit des Alleinlebens heiratete sie den Kriegsveteranen Wiktor und war mit ihm bis zu seinem Tod 23 Jahre lang verheiratet. Limanskaja lebte zuletzt in Swonarjowka (Звонарёвка) in der Oblast Saratow. Sie starb im November 2024 im Alter von 100 Jahren in Saratow.